# 브뢰컬런

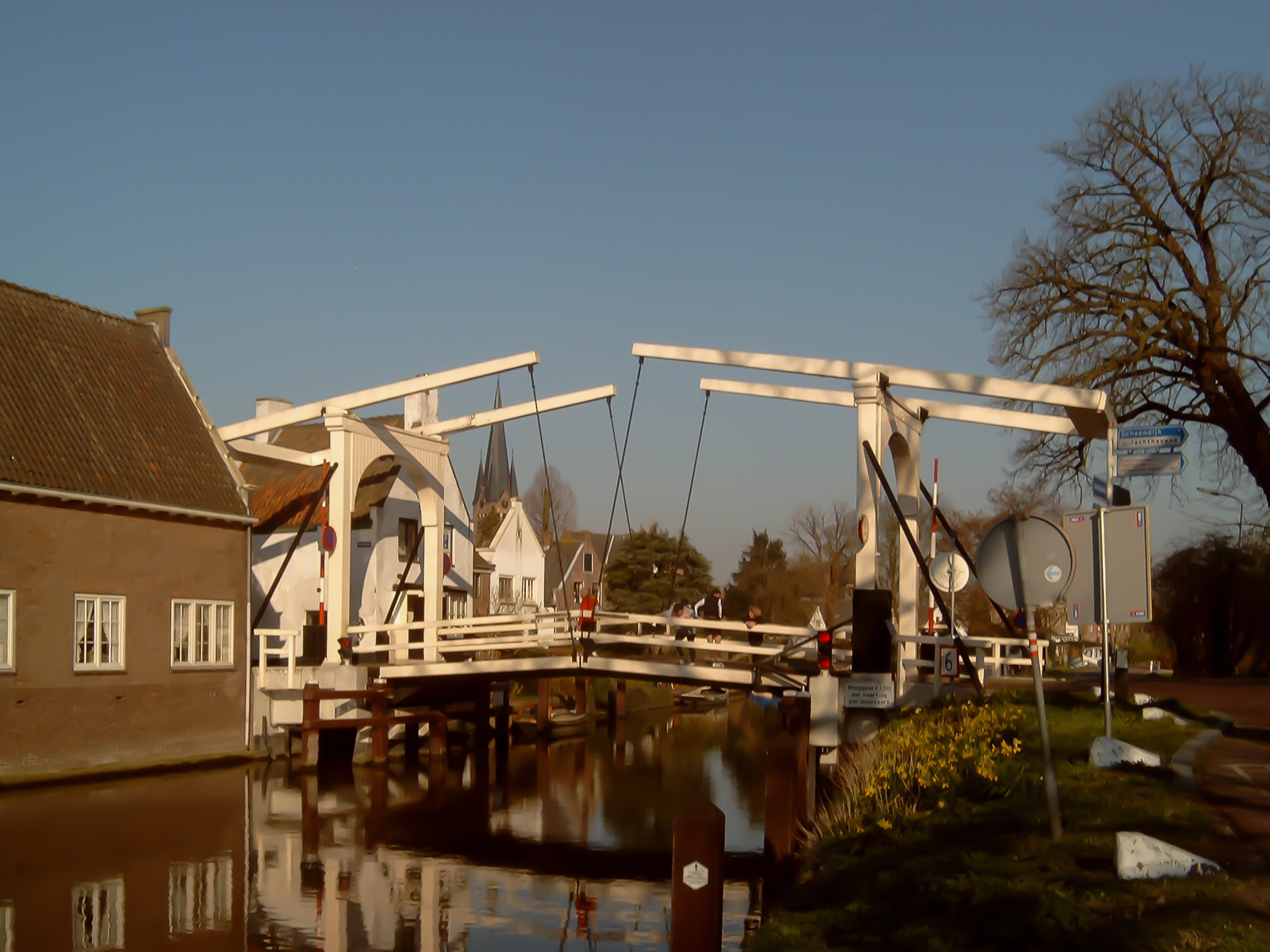
브로이케렌

브뢰컬런(Breukelen)은 네덜란드 위트레흐트주의 도시로, 인구는 14,635명이다.